# Javier Cabrera Darquea
Javier Cabrera Darquea (Ica, ? de ? — ?, 30 de dezembro de 2001) foi um médico peruano, nascido na cidade de Ica, descendente direto do capitão nobre Jerônimo Luís de Cabrera, fundador da supracitada cidade.
Foi co-fundador da escola médica da Universidade Nacional de Ica. Coletou e estudou por mais de quarenta anos as chamadas Pedras de Ica com o fim de desvendar seus misteriosos significados, fez disso seu obstinado objetivo de vida.
Morreu de câncer.
Sua coleção pode ser visitada no Museu das Pedras de Ica.